# De mandoline van Caroline
De mandoline van Caroline is het 166ste stripverhaal van Jommeke. De reeks wordt getekend door striptekenaar Jef Nys.Scenarist is Jan Ruysbergh.

## Verhaal
Jommeke en zijn vrienden ontmoeten aan zee een dame met een mandoline, Caroline. Deze duwt de mandoline in de handen van Jommeke en vlucht. Wanneer ze deze later terugbrengen, vertelt Caroline dat ze achtervolgd wordt sinds ze weken geleden haar mandoline niet wilde verkopen. Jommeke, Caroline en de anderen reizen naar Toscanië. Daar bevindt zich een museum waar ze de mandoline kunnen laten onderzoeken, maar twee mannen ontvoeren Flip en vragen als losprijs de mandoline. Op de plek van de afspraak worden ze uitgeschakeld door slaapgas. Ze worden wakker in een kasteel. De eigenaar wil dat Caroline een melodie met haar mandoline speelt. Er gaat een geheim vakje open, waarin een speciale, onbekende, 109de symfonie van Joseph Haydn verborgen zat. Jommeke en zijn vrienden worden weer opgesloten maar ontsnappen. Na een paar dagen treedt Caroline op samen met Tita Telajora. Tijdens de receptie wordt de partituur en mandoline opnieuw gestolen, maar Jommeke zet alles recht. Flip tracht nog een opera te componeren voor Tita Telajora.

## Achtergronden bij het verhaal
- In het verhaal zitten verscheidene historische en feitelijke fouten. De speciale symfonie van Joseph Haydn die verborgen blijkt te zitten in de mandoline wordt aan het einde van het verhaal opgevoerd met een mandoline-solist en zangsolo. Symfonieën worden echter normaalgezien uitgevoerd door een symfonie-orkest, of een andere bezetting met strijkers. Het woord symfonie betekent samenklank, en bevat dus ook meerdere instrumenten die samenklinken.
- Haydn heeft zelf ook nooit voor mandoline gecomponeerd. De enige grote componist op het Europese vasteland van wie er mandoline-composities bekend zijn is Ludwig van Beethoven. Beethoven is ook de eerste grote componist die (opnieuw meerstemmige) zang gebruikte in een symfonie, namelijk zijn 9e, die hij ten vroegste in 1823 voltooide, 14 jaar na de dood van Haydn.
- Flip zingt het refrein van het liedje Carolientje. Het liedje is van de Nederlandse tekstschrijver Peter Koelewijn en werd de hitlijsten ingezongen door Willeke Alberti in 1977.
- Tita Telajora, een mooie, slanke jongedame kwam eerder voor in Tita Telajora, Het jubilee, en Het ei van de smartlapvogel.